# Čínský sen
Čínský sen (čínsky v českém přepisu Čung-kuo meng, pchin-jinem Zhōngguó mèng, znaky 中国梦) je termín v čínské sociopolitické teorii a propagandě, který popisuje směřování všech složek čínské společnosti pod vedením Komunistické strany Číny k prosperitě a k „velkolepé obrodě čínského národa“.

## Historie
„Čínský sen” je základním programovým heslem generálního tajemníka Si Ťin-pchinga od jeho nástupu k moci na konci roku 2012. V této funkci nahradil „harmonickou společnost” předchozího generálního tajemníka Chu Ťin-tchaa. Si Ťin-pching jej poprvé použil při svém projevu u příležitosti návštěvy výstavy „Cesta obrody“ v listopadu 2012, kde prohlásil:
„Myslím si, že uskutečnění velkolepé obrody čínského národa je tím největším snem čínského národa moderní doby. […] Historická zkušenost nám říká, že osud člověka je pevně spojen s osudem státu a národa. Teprve když je dobře zemi a národu, je dobře všem. Uskutečnit velkolepou obrodu čínského národa je čestným a náročným úkolem, na který je potřeba píle mnoha generací Číňanů.“
O několik měsíců později v březnu 2013 v projevu na prvním zasedání dvanáctého Všečínského shromáždění lidových zástupců vytyčil Si Ťin-pching takzvané „tři nezbytnosti“ pro uskutečnění čínského snu:
1. Je nezbytné držet se čínské cesty.
2. Je nezbytné rozvíjet čínského ducha.
3. Je nezbytné upevnit sílu Číny.

### Je nezbytné držet se čínské cesty
Si Ťin-pching čínskou cestu charakterizuje jako cestu socialismu s čínskými rysy, která pramení a má pevný historický základ v ekonomických reformách započatých na začátku 80. let 20. století, ve vývoji ČLR od jejího založení v roce 1949, ve složité kombinaci historických procesů, kterými prošel při svém vývoji čínský lid za posledních více než 170 let a v dědictví 5000 let čínské civilizace. Je třeba, aby lid všech národností Číny věřil v teorii socialismu s čínskými rysy, jeho cestu a systém a z této cesty neuhnul.

### Je nezbytné rozvíjet čínského ducha
Podle generálního tajemníka Si se jedná o národního ducha, v jehož jádru je vlastenectví, a ducha doby reforem a inovací, duši obrody státu a duši velmoci. Důležitá je jednota národa, neustálé sebezlepšování, vytrvalost a nadšení pro cestu do budoucnosti.

### Je nezbytné upevnit sílu Číny
Si Ťin-pching v projevu zdůraznil, že jde o sílu velké jednoty všech čínských národností. Čínský sen je snem národa a také snem každého Číňana. Pouze společnými silami, pouze pokud se bude každý jednotlivec snažit, lze dosáhnout prosperity pro všechny. Spojením moudrosti a síly 1,3 miliardy lidí se dosáhne neporazitelné, všeobjímající síly [státu].
Označení „sen“ se pak začalo používat pro další, dílčí cíle rozvoje různých aspektů čínské společnosti. Několik jich, vždy doplněné o datovanou citaci generálního tajemníka, uvádí průřezový článek Takto generální tajemník Si Ťin-pching popisuje ‚čínský sen‘ agentury Nová Čína. Jedná se například o „sen o obrodě národa“, „sen o silné armádě“, „sen mladých“, „sen o míru“, „společný sen Macaa, Hongkongu a Tchaj-wanu“, „sen všech lidí podél Jednoho pásu a jedné cesty“ apod.

## Rozdíly mezi čínským snem a americkým snem
Z hlediska čínských teoretických analýz leží rozdíl mezi čínským a americkým snem především v rozdílné historické zkušenosti formování státu a v rozdílných hodnotových systémech, ze kterých pak vyplývá to základní: čínský sen je snem celospolečenským, národním, zatímco ten americký je pouze snem jednotlivce.[zdroj?]
V tomto duchu píše také profesor Singapurské univerzity Š’ Jü-č’ ve svém článku na webu deníku Žen-min ž’-pao, ústředního orgánu KS Číny. Popisuje sedm základních rozdílů mezi čínským a americkým snem. Pět z nich se týká právě toho, že americký sen je záležitostí jednotlivce a jeho osobního prospěchu, zatímco jeho čínský protějšek se týká „prosperity a síly státu“, „rozkvětu národa“, kolektivního harmonického štěstí apod. Jeden z těchto sedmi bodů se ale také dotýká toho, co generální tajemník Si popisuje oněmi „třemi nezbytnostmi“ zmíněnými výše, tedy nacionalistického ducha a jakési uzavřenosti či výhradnosti čínského snu: „Čínského snu musí Číňané dosáhnout sami, zatímco amerického snu se lze dosíci využitím lidských zdrojů jiných zemí“. Profesor Š’ se odkazuje na americkou Deklaraci nezávislosti a v ní vyjádřenou myšlenku, že nezávisle na tom, odkud pochází, každý člověk má dostat šanci prosadit se na základě svých schopností. Se zjevnou znalostí toho, jak vlastně Spojené státy americké vznikly a fungují, píše Š’ Jü-č’, že „Spojené státy častokrát využívaly lidí jiných národů k tomu, aby rozvíjely vlastní zemi“, nicméně „Čína má 1,3 miliardy lidí, a tak se nemůže spoléhat na to, že se bude ve velké míře rozvíjet pomocí lidí zvenku“. Toto tvrzení pak podporuje myšlenku Si Ťin-pchingových „třech nezbytností“. Čínský sen, nehledě na čínskou rétoriku v mezinárodních vztazích, je tedy snem národním, snem Číňanů pro ně samé.

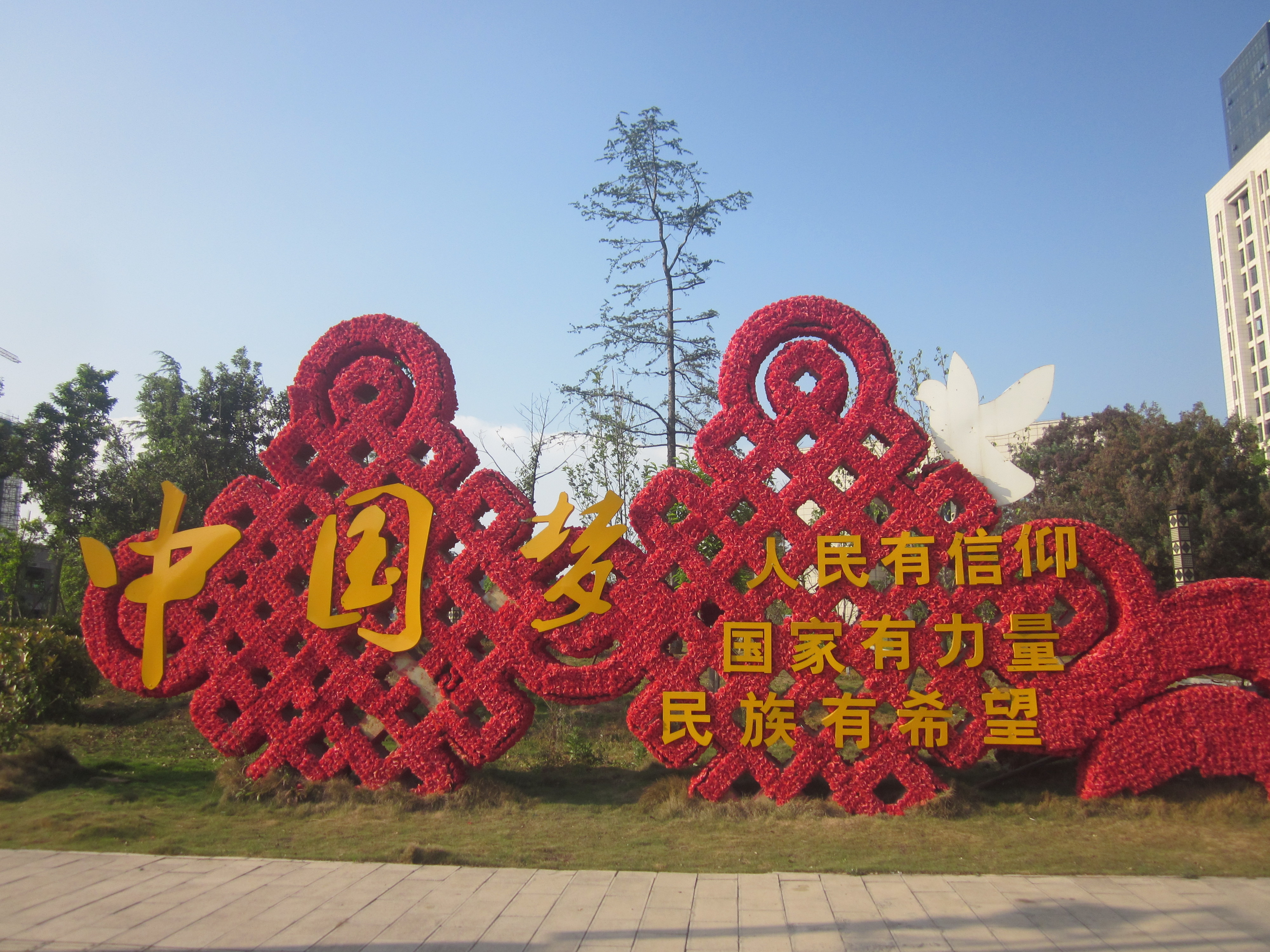
Čínský sen.

Podobně se vyjadřuje i Kung Fang-pin z Univerzity obrany Čínské lidové osvobozenecké armády: „Premisou amerického snu je, že lidé musí požívat svobody […]. Tento politický koncept je cejchem nejen Američanů, ale celého západního politického myšlení. Když však Si Ťin-pching mluví o čínském snu, pak je to sen státu a národa, zdůrazňuje, že teprve až se takový sen uskuteční, bude z něj mít prospěch každý člověk ve státě. Zjednodušeně řečeno, je to v první řadě sen země, a až pak jednotlivce“.
Čínský sen má mnoho společného s dalšími čínskými ideologickými koncepty využívanými v propagandě, jako jsou „čtyři všestrannosti“ (tedy způsoby jeho naplňování) nebo „dvě staletí“ (tedy jeho dílčí cíle). A jak je vidět z výše popsaného, společný má s nimi i způsob jejich implementace svrchu, z pozice moci strany, která ví nejlépe, jaký sen by celá Čína měla snít.[zdroj?]